# スプーンの初恋 〜あゝ、好きだよベイベー〜
「スプーンの初恋 〜あゝ、好きだよベイベー〜」（スプーンのはつこい 〜ああ、すきだよベイベー〜）は、2018年10月・11月に、NHKの音楽番組『みんなのうた』で放送された楽曲。作詞：中村瑛彦&財前汐里、作曲・編曲：中村瑛彦、歌：さくらしめじ。